# Matt Miazga
Matthew Miazga (19. července 1995 Clifton) (pol. Mateusz Miazga) je americký profesionální fotbalový obránce, který je od roku 2016 hráčem londýnské Chelsea, odkud od srpna 2021 hostuje v Deportivu Alavés. V raném mládí reprezentoval Polsko, v současnosti je také reprezentantem Spojených států amerických.

## Klubová kariéra

### New York Red Bulls
V akademii Red Bulls nastupoval od roku 2009. 30. května 2013 podepsal s Red Bulls svůj první profesionální kontrakt. V MLS debutoval 8. září 2013 proti Houston Dynamo, když v 76. minutě vystřídal zraněného Holgerssona (výhra 4:1, 14 minut). V sezóně 2015 se propracoval do základní sestavy (odehrál 33 zápasů (z toho 31 v základu) ze 45).

### Chelsea
30. ledna 2016 přestoupil do anglického klubu Chelsea FC za £3,500,000. V dresu Blues debutoval 2. 4. 2016 v ligovém zápase proti Aston Ville (výhra 4:0, celý zápas).

## Reprezentační kariéra
Miazga odehrál 1 zápas za polský výběr do 18 let. Od roku 2012 reprezentuje Spojené státy americké. Nastupoval za výběry do 18, 20 a 23 let. 13. listopadu 2015 debutoval za A–tým Spojených států v kvalifikaci na Mistrovství světa ve fotbale 2018 proti reprezentaci Svatého Vincence a Grenadin (výhra 6:1, odehrál 27 minut)